# Lago Kandawgyi
Lago Kandawgyi es uno de los dos grandes lagos en Rangún, Myanmar. Situado al este de la pagoda de Shwedagon, el lago es artificial, comienza en el lago Inya y se canaliza a través de una serie de tubos hasta el lago Kandawgyi. Fue creado para proporcionar un suministro de agua potable a la ciudad durante la administración colonial británica. Es de aproximadamente 5 millas (8 km) de circunferencia, y tiene una profundidad de 20 a 45 pulgadas (50 a 115 cm ).
Los 150 acres (60,7 hectáreas) del lago están rodeados por 110 acres (44,5 hectáreas) del parque natural Kandawgyi, y un Jardín Zoológico, que consta de un zoo, un acuario y un parque de atracciones.